# Nowy Gostków
Nowy Gostków – wieś w Polsce, położona w województwie łódzkim, w powiecie poddębickim, w gminie Wartkowice.
W latach 1975–1998 wieś administracyjnie należała do województwa sieradzkiego.
11 września 1939 żołnierze Wehrmachtu zamordowali 11 osób, w tym 9 mieszkańców wsi. Niemcy najpierw torturowali ofiary a dopiero później dobijali z broni krótkiej. Żołnierze niemieccy spalili także kilka zabudowań Gostkowa. Ciała pomordowanych z rozkazu Niemców nie były pochowane przez 10 dni. 